# رادا للصناعات الإلكترونية
رادا للصناعات الإلكترونية هي شركة إسرائيلية متخصصة في الإلكترونيات الدفاعية. وهي تزود عملاءها بأنظمة تسجيل وإدارة البيانات وأنظمة الملاحة وأجهزة استشعار الرادار، من بين منتجات أخرى.  يتم تداول أسهمها في سوق ناسداك كابيتال .

## التاريخ
تأسست رادا للصناعات الإلكترونية في عام 1970 من قبل حاييم نيسينسون .   في عام 1998 ، بسبب ضغط بوينغ ، تقاعد نيسينسون من منصبه كرئيس تنفيذي للشركة. أصبح هرتزل بودينجر، مدير التسويق الدولي في رادا للصناعات الإلكترونية ورئيس الشركة الفرعية التي تتخذ من الولايات المتحدة مقراً لها، والذي شغل سابقًا منصب قائد سلاح الجو الإسرائيلي ، منصب رئيس مجلس الإدارة والرئيس التنفيذي لشركة رادا للصناعات الإلكترونية.  في عام 2007 ، تولى زفي ألون، الذي كان نائب رئيس التسويق والمبيعات وشارك في الثمانينات في مشروع لافي، دور الرئيس التنفيذي.  

## منتجات
- أنظمة استخلاص المعلومات الأرضية لتسجيلات الفيديو الرقمية المحمولة جواً
- صفيف المسح الإلكتروني النشط الرادارات [8]
  - RPS-42 في رافائيل لقبة الطائرات بدون طيار
- نظم الملاحة بالقصور الذاتي
- طائرات بدون طيار
- الأنظمة المتضمنة الإستشعار / مستشعر مدوار بالألياف الزجاجية